# (13325) Valérienataf
Pour les articles homonymes, voir Nataf.
(13325) Valérienataf, désignation internationale (13325) Valerienataf, est un astéroïde de la ceinture principale.

## Description
(13325) Valérienataf est un astéroïde de la ceinture principale, découvert par le programme LONEOS de l'observatoire Lowell le 18 septembre 1998 à la station Anderson Mesa de Flagstaff et nommé en hommage à Valérie Nataf (née en 1959), journaliste française de télévision.
Il présente une orbite caractérisée par un demi-grand axe de 2,22 UA, une excentricité de 0,077 et une inclinaison de 4,9° par rapport à l'écliptique.

## Compléments